# Bromate

Das Bromatanion

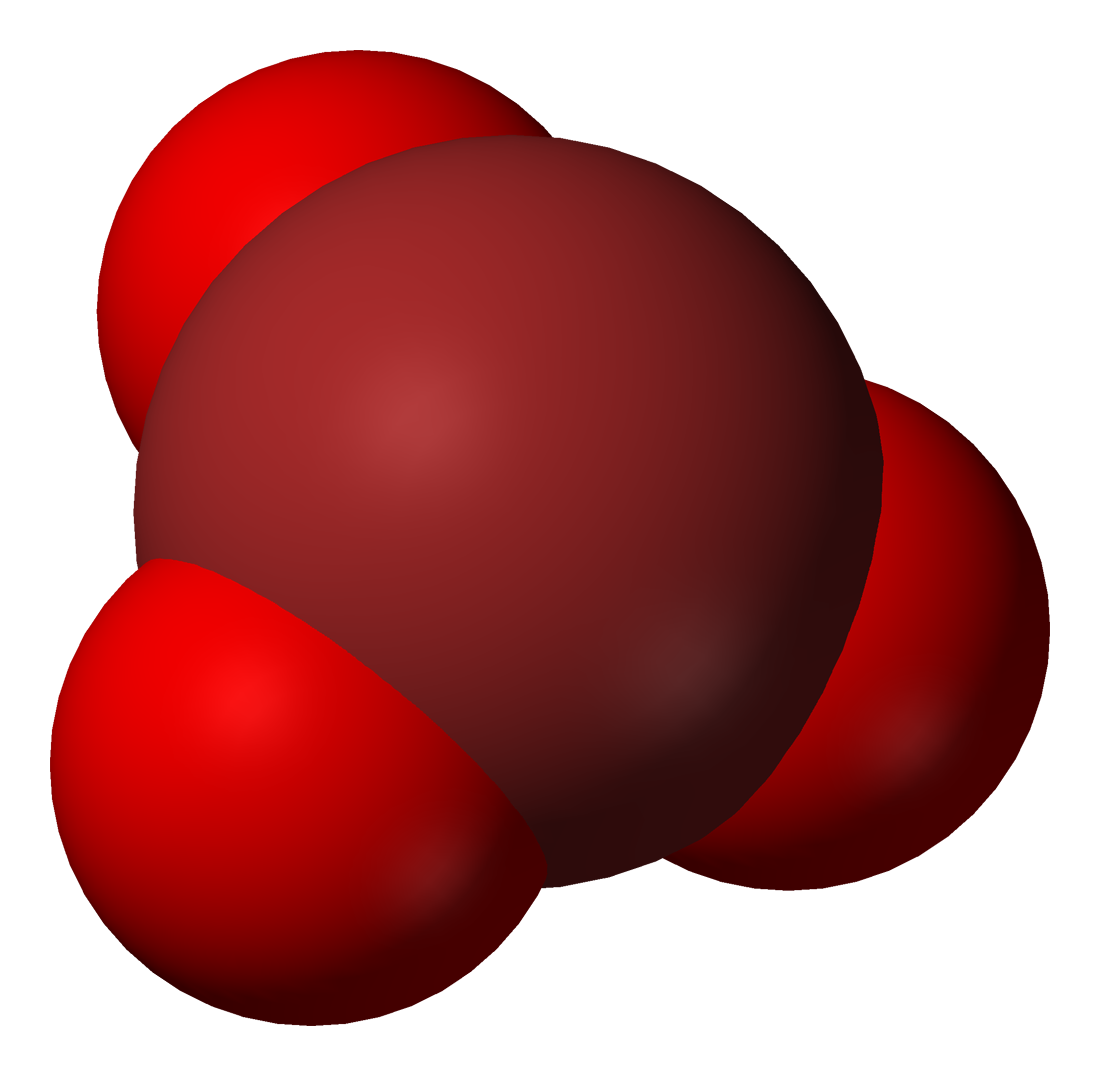
Kalottenmodell des Bromatanions

Als Bromate bezeichnet man in der Chemie die Salze der Bromsäure HBrO3 mit dem Bromat-Anion (BrO3−), bei denen das Brom in der Oxidationsstufe +V vorliegt.
Die Bezeichnung Bromate wird auch für die Ester der Bromsäure verwendet.

## Darstellung
Bromate entstehen durch Disproportionierung von Brom in heißen Laugen (50–80 °C) oder durch Oxidation heißer alkalischer Bromidlösungen mit Chlor:
{\displaystyle \mathrm {3\ Br_{2}\ +\ 6\ OH^{-}\longrightarrow \ BrO_{3}^{-}\ +\ 5\ Br^{-}\ +\ 3H_{2}O} }
{\displaystyle \mathrm {Br^{-}\ +\ 3\ Cl_{2}\ +\ 6\ OH^{-}\longrightarrow \ BrO_{3}^{-}\ +\ 6\ Cl^{-}\ +\ 3\ H_{2}O} }

## Eigenschaften
Ähnlich wie Chlorate oder Iodate sind die Bromate starke Oxidationsmittel. Diese Eigenschaft wird in der Bromatometrie, einer Redox-Titration, ausgenutzt.
Mit Bromid erfolgt in saurer Lösung eine quantitative Komproportionierung von Bromat zu elementarem Brom.
{\displaystyle \mathrm {\ BrO_{3}^{-}\ +\ 5\ Br^{-}\ +6\ H^{+}\longrightarrow \ 3\ Br_{2}\ +\ 3H_{2}O} }
Diese Umsetzung ist die Umkehrung der Bromatgewinnung durch die Disproportionierung und wird für die Herstellung von Bromlösungen für die Bromometrie genutzt. Diese pH-abhängige Gleichgewichtsreaktion kann auch zur Reinigung von Brom genutzt werden.
Bromate können in der Trinkwasseraufbereitung bei der Oxidation von bromidhaltigen Wässern mit Ozon entstehen. Da Bromate Kanzerogene sind, ist diese Reaktion unerwünscht und es gibt einen Grenzwert in der Trinkwasserverordnung. Die Dosierung von Ozon kann dadurch limitiert werden. Bei Verwendung von Chlor und Chlordioxid zur Trinkwasserdesinfektion bildet sich kein Bromat, es können sich jedoch durch Chlorierung von im Wasser vorhandenem organischem Material chlorierte Kohlenwasserstoffe bilden.